# 野崎秀吾
野崎 秀吾（のざき しゅうご、1973年5月19日 - ）は元子役。東京都狛江市出身。現在は、個人サイトを通じたデジタルアートおよび音楽制作活動を行っている。

## 略歴
- 2歳の時からモデルをしていた[1]。4歳の時に劇団若草に入団[1]。当時甘えん坊だった性格を直すために両親が入団させたという[1]。
- 1979年から1980年にかけて、TBSの児童向けドラマ『カレー屋ケンちゃん』『ケンちゃんチャコちゃん』にケンジ役として出演していた。
- 1996年に日本電信電話に入社。コンテンツ制作ディレクションや法人向けサービスの立ち上げに従事した。2014年からクラウドストレージサービス「Box」の日本展開に関与した[2]。2018年にBCP（Box Certified Professional）[3]と認定CSM（カスタマーサクセスマネージャー）資格を取得し、カスタマーサクセスチームリーダーを担当した[4][5]。2023年5月からNTTドコモ（出向先：NTTコミュニケーションズ）にて勤務を開始した[6]。

### クリエイティブ活動
- 1999年から個人サイトでデジタルアートや音楽制作を発信している[7]。
- GUGA生成AIパスポート試験2024合格した（詳細は Credential.net や Open Badge Global の情報に基づく）[8]。

## 主な出演作品

### テレビドラマ
- 『カレー屋ケンちゃん』（1979年、TBS） - ケンジ役[1]
- 『ケンちゃんチャコちゃん』（1980年、TBS） - ケンジ役[9]

### 映画
- 海峡[10]